# Canoa/kayak ai Giochi della XXIV Olimpiade
Si sono svolte 12 gare di canoa/kayak alle olimpiadi estive 1988, 9 maschili e 3 femminili. Il programma è rimasto invariato rispetto alla precedente edizione dei giochi.

## Medagliere
| Pos.   | Paese            | Oro | Argento | Bronzo | Totale |
| ------ | ---------------- | --- | ------- | ------ | ------ |
| 1      | Germania Est     | 3   | 4       | 2      | 9      |
| 2      | Unione Sovietica | 3   | 3       | 0      | 6      |
| 3      | Ungheria         | 2   | 1       | 1      | 4      |
| 4      | Stati Uniti      | 2   | 0       | 0      | 2      |
| 5      | Bulgaria         | 1   | 1       | 3      | 5      |
| 6      | Nuova Zelanda    | 1   | 1       | 1      | 3      |
| 7      | Polonia          | 0   | 1       | 2      | 3      |
| 8      | Australia        | 0   | 1       | 1      | 2      |
| 9      | Francia          | 0   | 0       | 1      | 1      |
| 9      | Paesi Bassi      | 0   | 0       | 1      | 1      |
| Totale | Totale           | 12  | 12      | 12     | 36     |

## Canoa

### C1 500 m
| Posizione | Atleta           | Paese            | Tempo |
| --------- | ---------------- | ---------------- | ----- |
|           | Olaf Heukrodt    | Germania Est     |       |
|           | Michał Śliwiński | Unione Sovietica |       |
|           | Martin Marinov   | Bulgaria         |       |

### C1 1000 m
| Posizione | Atleta            | Paese            | Tempo |
| --------- | ----------------- | ---------------- | ----- |
|           | Ivans Klementjevs | Unione Sovietica |       |
|           | Jörg Schmidt      | Germania Est     |       |
|           | Nikolay Bukhalov  | Bulgaria         |       |

### C2 500 m
| Posizione | Atleta                             | Paese            | Tempo |
| --------- | ---------------------------------- | ---------------- | ----- |
|           | Viktor Renejskij Nicolae Juravschi | Unione Sovietica |       |
|           | Marek Dopierała Marek Łbik         | Polonia          |       |
|           | Philippe Renaud Joel Bettin        | Francia          |       |

### C2 1000 m
| Posizione | Atleta                             | Paese            | Tempo |
| --------- | ---------------------------------- | ---------------- | ----- |
|           | Viktor Renejskij Nicolae Juravschi | Unione Sovietica |       |
|           | Olaf Heukrodt Ingo Spelly          | Germania Est     |       |
|           | Marek Dopierała Marek Łbik         | Polonia          |       |

## Kayak

### K1 500 m
| Posizione | Atleta         | Paese         | Tempo |
| --------- | -------------- | ------------- | ----- |
|           | Zsolt Gyulay   | Ungheria      |       |
|           | Andreas Stahle | Germania Est  |       |
|           | Paul MacDonald | Nuova Zelanda |       |

| Posizione | Atleta            | Paese        | Tempo |
| --------- | ----------------- | ------------ | ----- |
|           | Vanja Gesheva     | Bulgaria     |       |
|           | Birgit Fischer    | Germania Est |       |
|           | Izabella Dylewska | Polonia      |       |

### K1 1000 m
| Posizione | Atleta         | Paese        | Tempo |
| --------- | -------------- | ------------ | ----- |
|           | Greg Barton    | Stati Uniti  |       |
|           | Grant Davies   | Australia    |       |
|           | André Wohllebe | Germania Est |       |

### K2 500 m
| Posizione | Atleta                       | Paese            | Tempo |
| --------- | ---------------------------- | ---------------- | ----- |
|           | Ian Ferguson Paul MacDonald  | Nuova Zelanda    |       |
|           | Igor Nagaev Victor Denisov   | Unione Sovietica |       |
|           | Attila Ábrahám Ferenc Csipes | Ungheria         |       |

| Posizione | Atleta                         | Paese        | Tempo |
| --------- | ------------------------------ | ------------ | ----- |
|           | Birgit Fischer Anke Von Seck   | Germania Est |       |
|           | Vanja Gesheva Diana Paliiska   | Bulgaria     |       |
|           | Annemarie Derckx Annemarie Cox | Paesi Bassi  |       |

### K2 1000 m
| Posizione | Atleta                        | Paese         | Tempo |
| --------- | ----------------------------- | ------------- | ----- |
|           | Greg Barton Norman Bellingham | Stati Uniti   |       |
|           | Ian Ferguson Paul MacDonald   | Nuova Zelanda |       |
|           | Peter Foster Kelvin Graham    | Australia     |       |

### K4 500 m
| Posizione | Atleta                                                                 | Paese        | Tempo |
| --------- | ---------------------------------------------------------------------- | ------------ | ----- |
|           | Birgit Fischer Anke Von Seck Ramona Portwich Heike Singer              | Germania Est |       |
|           | Erika Géczi Erika Mészáros Éva Rakusz Rita Kőbán                       | Ungheria     |       |
|           | Vanja Gesheva Diana Paliiska Ognjana Petrova Borislava Ivanova-Milkova | Bulgaria     |       |

### K4 1000 m
| Posizione | Atleta                                                         | Paese            | Tempo |
| --------- | -------------------------------------------------------------- | ---------------- | ----- |
|           | Zsolt Gyulay Ferenc Csipes Sándor Hódosi Attila Ábrahám        | Ungheria         |       |
|           | Aleksandr Motuzenko Sergei Kirsanov Igor Nagaev Victor Denisov | Unione Sovietica |       |
|           | Kay Bluhm André Wohllebe Andreas Stahle Hans-Jorg Bliesener    | Germania Est     |       |